# Vila Arcádia
Vila Arcádia é uma área da cidade de São Paulo, pertencente ao distrito da Freguesia do Ó, na zona norte da cidade. Situa-se entre os bairros Vila Albertina e Nossa Senhora do Ó, que dá nome à região.

## Características
O bairro localiza-se às margens do Rio Tietê, entre as avenidas Santa Marina e Edgar Facó. É conhecido por ter abrigado até 2020 a gráfica da Editora Abril, então o maior parque gráfico da América Latina.

## Ruas principais
Entre suas ruas principais estão a Rua da Balsa, que servia de antigo ponto para a travessia do Rio Tietê via balsa, e a Rua Enéas Luiz Carlos Barbanti, que cruza a Vila Arcádia por inteira. Atualmente, a Rua Engenheiro Edgard Ferreira de Barros Júnior converteu-se em uma importante via de acesso ao bairro, para quem vem da marginal, abrigando as obras de escavação dos túneis da Linha 6 do Metrô de São Paulo e o Centro Especializado em Reabilitação (CER II), ligado ao SUS e à Secretaria de Saúde do município.